# Thuliet
Thuliet (ook: rosaline) is een mangaanhoudende variëteit van het mineraal zoisiet. Het mangaan vervangt calcium in het kristal tot ongeveer 2%. Het is vaak doorspekt met calciet. Het komt voor in aders en opvullingen van breuken in talrijke rotstypen.

## Verbreiding
Thuliet werd voor het eerst ontdekt in 1820 te Sauland, gelegen in de Noorse provincie Telemark. De naam komt van Thule, een mythische naam in de oudheid van een uiterst noordelijk land, waarmee (vanuit Grieks perspectief) onder meer Telemark bedoeld zou kunnen zijn. Sindsdien werd thuliet ook aangetroffen in Tirol, op een aantal plaatsen in de Verenigde Staten, en in West-Australië.

]